# عبد الله فائز الداغستاني
عبد الله فائز الكيكوني الأواري الداغستاني ، أحد أشهر المتصوفين لقبه أتباعه وغيرهم من الصوفية «بسلطان العارفين». ولد سنة 1886 م في قرية كيكوني المجاورة لقرية غيمري (قرية الشيخ شامل وغازي محمد) في داغستان، في عائلة فلاح عادي.

## رحلته من داغستان
نظرا إلى الأوضاع الصعبة التي كانت آنذاك في داغستان، من حروب وتدمير من قبل الروس التي أدت إلى التهجير، هاجر كثير من الداغستانيين (العلماء، والشيوخ، وعوام) خارج بلاد القوقاز. وكان من بين هؤلاء الشيخ عبد الله الداغستاني.

لقد رحل عبد الله تاركا وطنه إلى الدولة العثمانية برفقة كل من: ن الشيخ عبد الرشيد أفندي والشيخ أبو محمد المدني والطبيب الشيخ محمد علي حسين. و كانت قافلتهم مؤلفة من ثمانمائة عائلة منهم من استوطن في تركيا ومنهم من كمل رحيله حتى إلى شرقي الأردن في عين صويلح والسخنة وغيرها من أماكن استيطان الشراكس.

## طلب العلم
بطلب والده منه بالتعلم، تعلم عبد الله من شيخه أبو أحمد الثغوري القرآن وفقه الشافعي والأخلاق وأصول الدين وتعلم من شيخ شرف الدين الرشادية واجتهاد وعلوم الظاهرية والكشفية وحفظ المنقول والمعقول ما يبهر الألباب. كما وتعلم قصص الصالحين وشيء من النحو العربي وتعلم من والده الطب بإتقان.

## بيعته للشيخ شرف الدين
بايع الشيخ شرف الدين عندما استلم من خاله الشيخ أبو محمد المدني وكان أول المريدين في التعلم والعمل والاجتهاد في الأوراد والأذكار والعبادات والتضرع إلى الله. وأحبه الشيخ شرف الدين والعتني به غاية الاعتناء.

## رحلته إلى الشام
بعد انتهاء الحرب العالمية الأولى بهزيمة العثمانيين واقتسام المنتصرين أملاك هذه الدولة، استولى الضابط التركي الماسوني مصطفى كمال على السلطة ومنع التدين وضاق على المسلمين. وبعد مجيئه إلى السلطة بات الناس يسخرون من الإسلام علنا.

ألغى مصطفى كمال التعليم الديني في /15/ فبراير 1924 مع قراري إلغاء الخلافة ووزارة الأوقاف والشؤون الشرعية وتوحيد التعليم في /3/ مارس 1924 وطرد كل أفراد آل عثمان خارج البلاد وأصدر في عام 1925 قانون الملابس في تركيا وتبديل الطربوش بالقبعة ، وبهذه الفترة لم يهدأ الأوضاع وصار عبد الله ينتقل من قرية إلى قرية في نشر التعاليم الصوفية.

بهذه الفترة الصعبة من الأوضاع الداخلية والخارجية انتقل إلى رحمة ربه الشيخ شرف الدين سنة 1354هـ 1935م بجلطة قلبية وهو يتوضأ.

وبعد وفات الشيخ شرف الدين ألتف مريدي الشيخ حول الشيخ عبد الله أفندي واعتبروه خليفة الشيخ شرف الدين رغم وجود آخرين ولكن الشيخ عبد الله يختلف عنهم بشهادة الشيخ شرف الدين.

قبل وفاته بعامين أو اقل نصح شيخ شرف الدين الشيخ عبد الله قائلا :

 (ولدي إن الله عز وجل لم يشأ لي باب السكنى في الشام ولكنني أسال الله عز وجل أن لا يحرمك من ذلك فإن الوضع هنا خطير ولا ينجيك إلا الهجرة في سبيل الله فالوعظ هنا ما عاد يفيد فالكفر في هذه الأيام تسلح ضدنا).
أخذا بنصيحت أستاذه خرج الشيخ عبد الله من تركيا مهاجرا إلى الشام برفقة أبي بكر الداغستاني عن طريق أنطاكية – باب الهوى – حلب – دمشق و ذلك لتضليل مخابرات أتاتورك.

جاء إلى الشام واستقر بجبل قاسيون وبنى مسجدا صغيرا بجوار بيته.

## وفاته
بعد عدة مراحل من مرضه انتقل إلى رحمة الله في 4 رمضان 1393هـ /30/ أيلول /1973/م ودفن في مسجده بجبل قاسيون في دمشق. وسمي المسجد باسمه، وهو اليوم مزار لآلاف الصوفية وخاصة لصوفية داغستان.

## وصلات خارجية
- Media Library and Live Broadcast of the Haqqani Golden Chain
- Sheikh Nazim's Official Naqshbandi Journal - Exclusive Talks & Webcast as instructed by Sheikh Nazim Al-Haqqani himself
- Film - The Maqam (Burial Residence) and Biography of Grand Sheikh Abdullah al-Faiz ad-Daghastani by Sheikh Adnan Kabbani, produced by Sufi Films نسخة محفوظة 23 ديسمبر 2010 على موقع واي باك مشين.